# Мирослав Шепарович
Мирослав Шепарович (хорв. Miroslav Šeparović; нар. 18 липня 1958, Блато) — хорватський правник, суддя, член Хорватської академії правових наук, міністр юстиції Хорватії у 1995—1998 рр. Голова Конституційного суду Хорватії з 13 червня 2016.

## Життєпис
Народився 18 липня 1958 р. у містечку Блато на острові Корчула. 1992 р. закінчив юридичний факультет Загребського університету. 1983 р. склав іспит на право займатися приватною юридичною практикою, а 1994 р. — на право працювати нотаріусом. 2013 р. на тому ж факультеті здобув ступінь доктора філософії, захистивши дисертацію на тему «Добробут дитини та принцип найкращих інтересів дитини у практиці Європейського суду з прав людини та Конституційного суду Хорватії».
Після випуску з вишу працював помічником з правових питань на виноробному заводі «Блато» в Загребі (1981—1983), а потім у Військовій будівельній установі «Пречко» (1984—1986). 1986 року його призначили суддею Загребського міського суду. У 1989 р. влаштувався на роботу у Міністерстві юстиції, де працював в Управлінні з майнових та юридичних питань. Дослужився до заступника міністра. 1995 р. призначений міністром. Як міністр Шепарович брав участь у розробці та впровадженні нормативно-правових актів у галузі цивільного права, судової системи та реформи кримінального права. У 1998 р. влаштувався в Хорватську розвідувальну службу, де обіймав посаду директора. Потім був заступником начальника Управління національної безпеки. З 2000 р. займався приватною юридичною практикою. Також був захисником генерала Младена Маркача у Міжнародному трибуналі для колишньої Югославії. 14 квітня 2009 р. парламент Хорватії призначив його суддею Конституційного Суду.
Нагороджений Орденом хорватського трилисника, Медаллю Вітчизняної війни]], Медаллю вдячності батьківщини, Пам'ятною медаллю за Вуковар і Орденом князя Бранимира. Його книжку «Добробут дитини та найкращий інтерес дитини у судовій практиці» Фонд ім. д-ра Ядранка Црнича визнав 2014 р. твором, що має особливе значення для пропаганди юридичної професії в Хорватії.

## Інцидент
2018 року Комітет з питань етики в науці та вищій освіті (CESHE) дійшов висновку, що Шепарович винен у плагіаті, оскільки його докторська дисертація містила неодноразові випадки «неповних і непрозорих цитат» праць інших людей.
У відповідь Шепарович подав заяву про порушення кримінальної справи проти всіх п'ятьох членів CESHE, оскільки вважав, що члени Комітету зловживають своїми посадами та перевищують юрисдикцію, обмежену Конституційним судом у 2017 р. Водночас, голова CESHE Івиця Вилибич вбачав у цьому новий крок у постійних зусиллях на послаблення Комітету.